# Planodes johorensis
Planodes johorensis är en skalbaggsart som beskrevs av Stefan von Breuning 1936. Planodes johorensis ingår i släktet Planodes och familjen långhorningar. Inga underarter finns listade i Catalogue of Life.